# Chumysh
Le Chumysh (russe : Tchoumychskaïa Porodnaïa Grouppa) est une race de chevaux, originaire de l'Altaï en Russie. Influencé par le Trotteur d'Orlov et le Kouznetsk, il servait historiquement de monture de travail avec le bétail. Cantonné au Nord-Est de la région de l'Altaï, le Chumysh est probablement devenu rare.

## Histoire
Le Chumysh provient de croisements entre les chevaux locaux de l'Altaï, les races Trotteur d'Orlov et Kouznetsk, ainsi que divers chevaux de trait, au XIXe siècle, plus précisément de 1770 à 1850. Jusqu'en 1917, ce sont surtout des trotteurs et des chevaux de trait qui influencent la race.
Historiquement, ils servent de chevaux de travail avec le bétail, et de remonte militaire, en particulier durant la Seconde Guerre mondiale. En 1988, la race est signalée comme rare par Mason. En 1990, un recensement effectué dans toute l'Union soviétique donne un effectif de 3 135 sujets, avec une tendance à la baisse.

## Description
Il toise en moyenne 1,52 m d'après CAB International, 1,53 m d'après le guide Delachaux, et 1,55 m d'après la base de données DAD-IS. Le modèle est proche des races Kouznetsk et Voronej, mais reste léger. La tête, large, est souvent de profil convexe (romain),. L'encolure est droite et de longueur moyenne. La croupe est inclinée et large. Les membres sont allongés.
Toutes les couleurs de robes simples sont possibles, les plus fréquentes étant le bai, le gris et le noir.
La race est réputée pour sa longévité et sa résistance au froid.

## Utilisations
Le Chumysh est employé sous la selle, qui forme l'utilisation principale. Il sert aussi à la traction légère, et élevé pour sa viande. Les juments sont traites pour leur lait.

## Diffusion de l'élevage
La race est propre au Nord-Est de la région de l'Altaï, en Russie. L'étude menée par l'Université d'Uppsala et publiée en août 2010 pour la FAO signale le « Chumysh » comme une race locale européenne qui n'est pas menacée d'extinction.
DAD-IS n'indique pas de niveau de menace. Le guide Delachaux postule (2016) que la race est rare, probablement sous les 500 représentants.